# タイニア

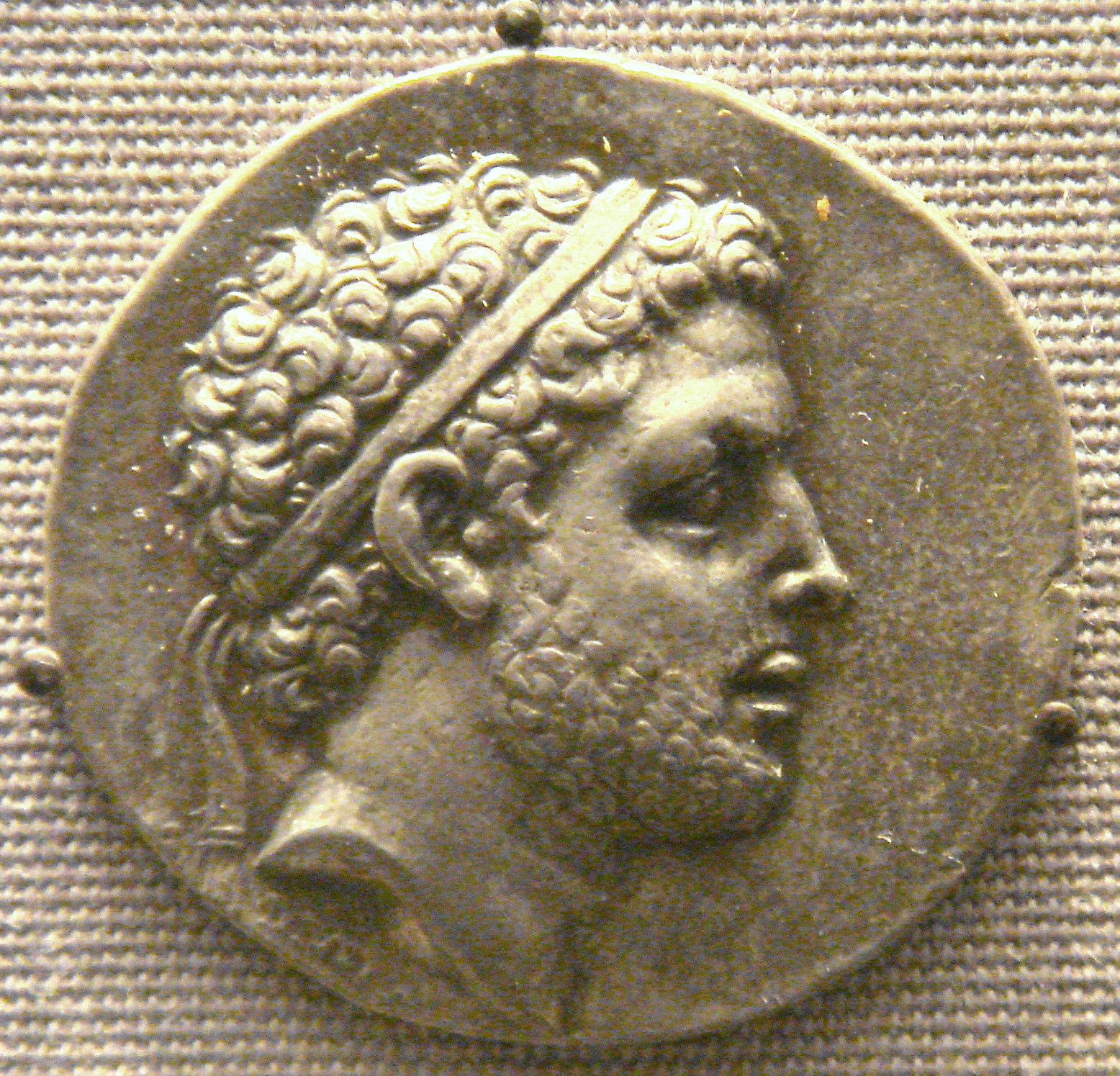
マケドニア王ペルセウスのコイン。タイニア、またはディアデーマと呼ばれるヘアバンドを着用している。

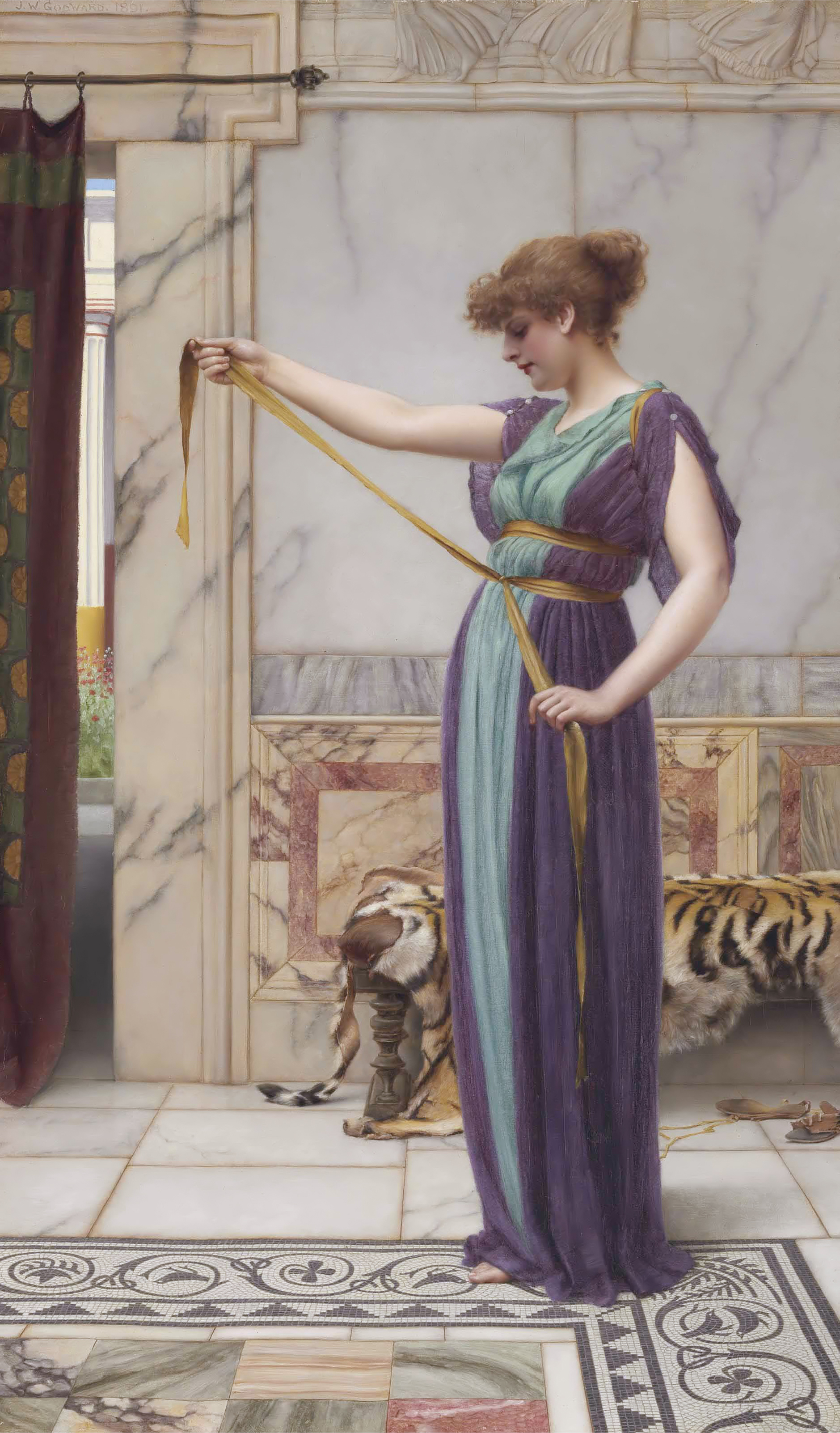
タイニア（帯）を身に着けるポンペイの女性

タイニア（古代ギリシア語: ταινία、複数形：ταινίαι、 羅・複数形：taeniae）は、古代ギリシアの服飾において用いられたヘアバンド、リボンまたは髪紐。
これらのヘアバンドは、古代ギリシアの祭の際に着用された。神々もまた、タイニアを頭に着用していた。さらに、聖像や樹木、壺、記念碑、犠牲獣、故人などにもタイニアが結び付けられた。また、タイニアは後にローマ人にも受容された。 
類似するヘアバンドの一種としてディアデーマと呼ばれるものが、王の象徴として使用された。 